# فراون‌باث

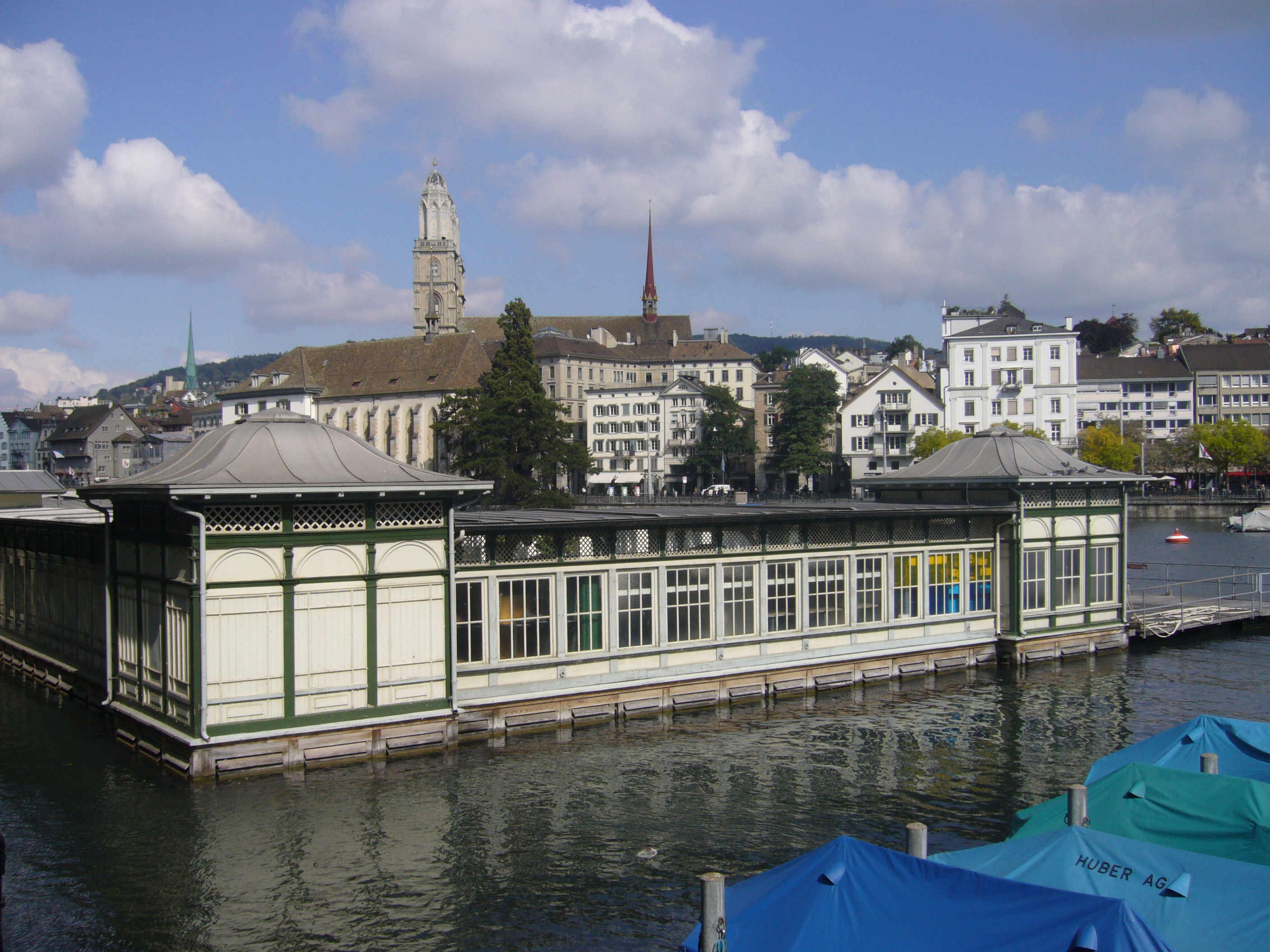
فراون‌باث

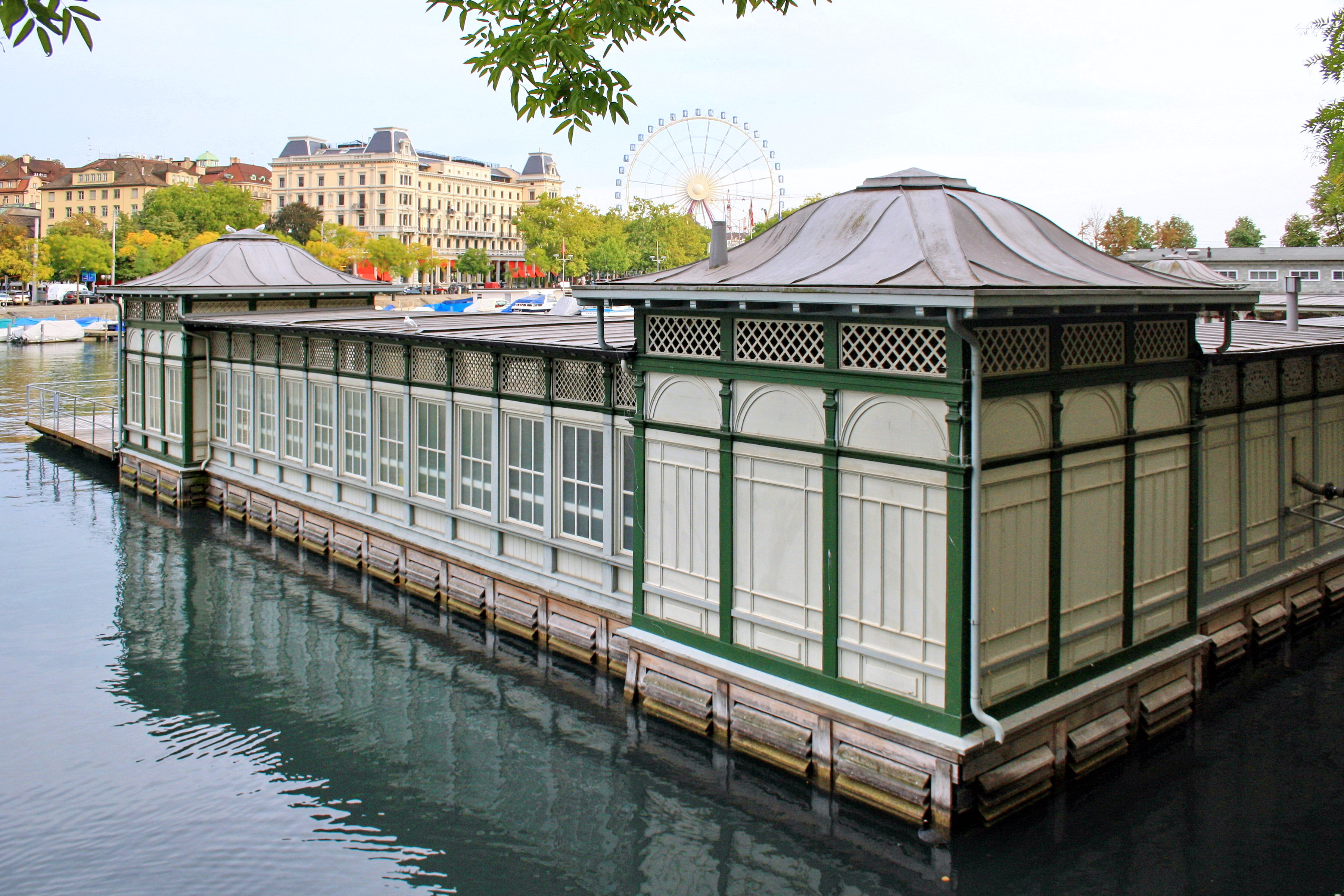
فراون‌باث

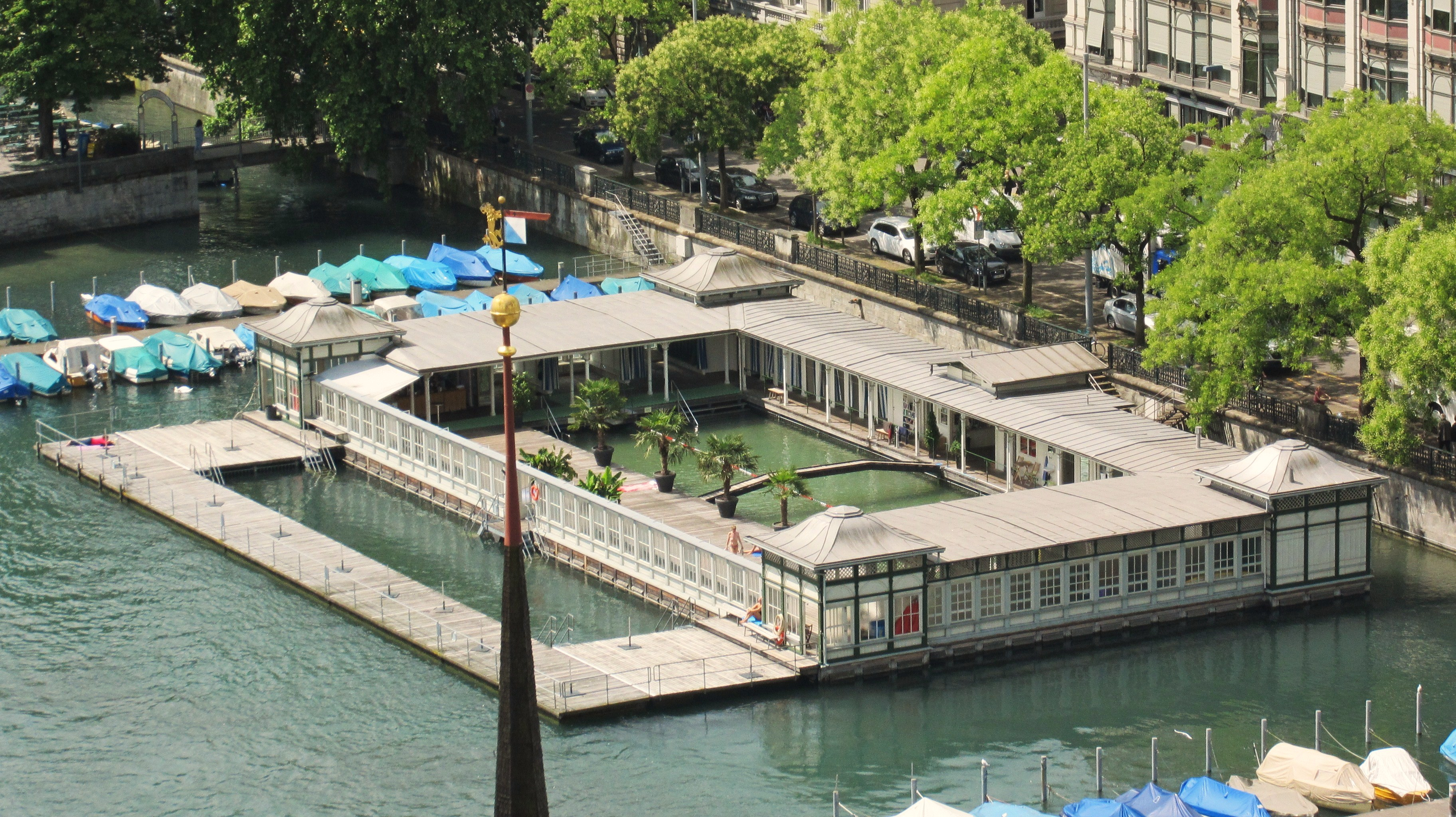
نمای هوایی

فراون‌باث (به معنی حمام زنان)، یک مرکز شنا در زوریخ است که فقط در طول روز برای زنان قابل دسترسی است، یک استخر شنای رودخانه ای در لیمات است. این ساختمان در فهرست دارایی‌های فرهنگی با اهمیت ملی سوئیس به عنوان یک بنای تاریخی از بالاترین رده A گنجانده شده‌است.
ابعاد استخر برای شناگران ۳۳ در ۷ متر است که برای غیر شناگران ۳۱ در ۱۰ متر است.

## محل
فراون‌باث در ساحل چپ لیمات، نه چندان دور از Stadthaus در منطقه Lindenhof (منطقه ۱) واقع شده‌است. Bauschänzli و Quaibrücke را می‌توان در نزدیکی یافت.

## تاریخچه
حمام عمومی برای زنان در زوریخ تا سال ۱۸۳۷ ممنوع بود. پس از لغو ممنوعیت، شهر در همان سال «حمام زنان» را در Stadthausquai ایجاد کرد. از آنجایی که در آن زمان هنوز در بسیاری از خانه‌های زوریخ آب لوله‌کشی وجود نداشت، حمام‌های زنان در ابتدا فقط برای بهداشت شخصی در نظر گرفته شده بود و نه به عنوان استخر. در سال ۱۸۸۸ حمام به شکل امروزی بازسازی شد و در آن زمان هنر نو مدرن بود. از آن زمان به بعد، این مجموعه ساختمانی جعبه‌ای شکل بوده‌است که روی لیمات شناور است و در ساحل لنگر انداخته‌است. تاج این بنا گنبدی است و دارای چهار برجک گوشه ای است. از پایان جنگ جهانی دوم یک کیوسک نیز در فراون‌باث وجود دارد که وعده‌های غذایی کوچک ارائه می‌دهد. در سال ۱۹۹۷، یک بار عصرانه نیز مجاز شد که مردان نیز مجاز به ورود به آن هستند. علاوه بر این، رویدادهای فرهنگی در Barfussbar برگزار می‌شود و فراون‌باث را می‌توان برای رویدادهای خصوصی اجاره کرد.

## ادبیات
- مونیکا ایمبدن، فرانزیسکا مایستر، دانیل کورز: شهر، فضا، جنسیت: مشارکت در مطالعه فضاهای زندگی شهری در ۱۹ و ۲۰ قرن. زوریخ: کرونوس ۲۰۰۰، ص ۱۵۴.

## لینک‌های وب
- صفحه استخر بانوان Stadthausquai در وب سایت اداره ورزش
- وب سایت بارفوسبار